# Eugene Simon
Eugene Michael Simon (ur. 11 czerwca 1992 w Londynie) – brytyjski aktor. Wystąpił w roli Jerome Clarke z serialu młodzieżowego Nickelodeon Tajemnice domu Anubisa (2011–2013) i jako Lancel Lannister w serialu fantasy HBO Gra o tron (2011–2012; 2015–2016).

## Filmografia

### Filmy
- 2005: Moja rodzina i inne zwierzęta (My Family and Other Animals, TV) jako Gerald Durrell
- 2005: Casanova jako 11-letni Giacomo Casanova
- 2006: Skrywane namiętności (Alpha Male) jako młody Felix Methuselah
- 2015: Eden jako Kennefick

### Seriale TV
- 2003: Mój tata jest premierem (My Dad's the Prime Minister) jako Harry
- 2004: Murder in Suburbia jako Josh Taylor
- 2004: Noah & Saskia jako Eddie
- 2010: Ben-Hur jako młody Judah Ben Hur
- 2011–2013: Tajemnice domu Anubisa (House of Anubis) jako Jerome Clarke
- 2011–2012; 2015–2016: Gra o tron jako Lancel Lannister
- 2013: Tajemnice domu Anubisa: Kamienny dotyk Ra jako Jerome Clarke